# 揚皮爾區 (蘇梅州)

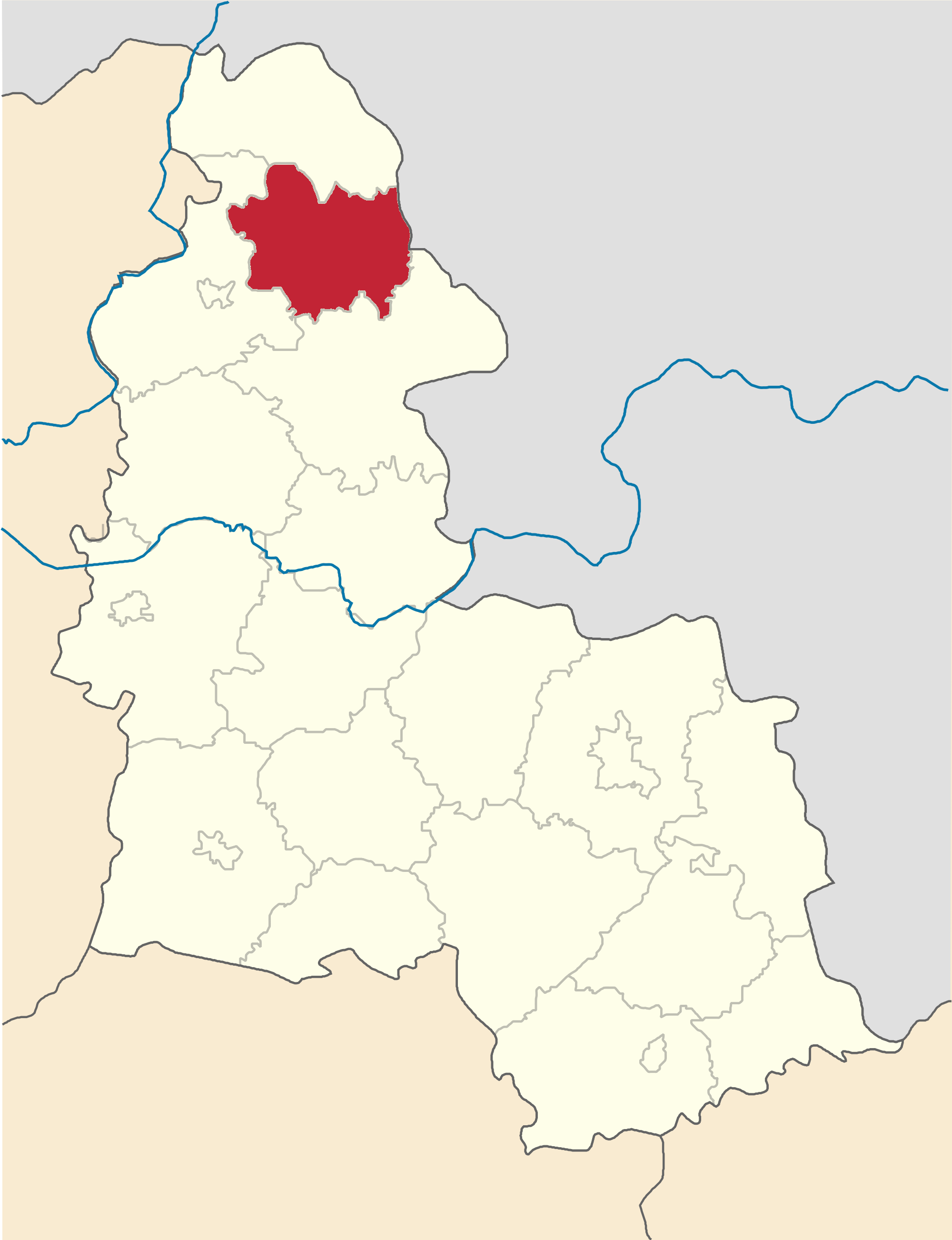
撤销前揚皮爾區在苏梅州的位置

揚皮爾區（羅馬化：Yampilskyi raion）曾是烏克蘭東北部蘇梅州的一個區，行政中心設於扬皮尔，面積943.5平方公里，2013年人口24,914，人口密度每平方公里26.9人。
该区在2020年7月18日的乌克兰行政区划改革中被撤销，改革后蘇梅州下分为5个区。亞姆皮利區合并至紹斯特卡區。